# Веснянка (річка)
Веснянка — річка в Україні у Рогатинському районі Івано-Франківської області. Ліва притока річки Гнилої Липи (басейн Дністра).

## Опис
Довжина річки приблизно 8,96 км, найкоротша відстань між витоком і гирлом — 5,05 км, коефіцієнт звивистості річки — 1,38 . Формується декількома струмками та загатами.

## Розташування
Бере початок на південно-західних схилах безіменного плоскогір'я (422,8 м). Тече переважно на південний захід через урочище Підзамчиське, через села Луковище та Підгороддя і впадає в річку Гнилу Липу, ліву притоку Дністра.

## Цікаві факти
- У пригирловій частині в селі Підгороддя річку перетинає автошлях Т 1417[2] (автомобільний шлях територіального значення у Львівській та Івано-Франківській областях. Проходить територією Золочівського, Перемишлянського та Рогатинського районів через Куровичі — Перемишляни — Рогатин. Загальна довжина — 42,8 км).